# Harry Potter i Zakon Feniksa (powieść)
Harry Potter i Zakon Feniksa (ang. Harry Potter and the Order of the Phoenix) – piąta część serii o Harrym Potterze.

## Fabuła
Po odrodzeniu się Lorda Voldemorta i czwartym zwycięstwie nad nim, odniesionym przez Harry’ego na cmentarzu w Little Hangleton, zaczęły się wakacje. Chłopiec Który Przeżył został odcięty od informacji. Poddano go obserwacji przez odnowiony Zakon Feniksa. Organizacja ta skupiała się wokół Dumbledore’a i walczyła z Czarnym Panem oraz jego zwolennikami już na długo przed narodzinami Harry’ego. Niestety, czas między zmianą jednego a drugiego strażnika chłopca wykorzystali dementorzy – strażnicy Azkabanu – do ataku na Harry’ego. Ten, by ratować Dudleya i siebie, użył magii w świecie mugoli. W czarodziejskim świecie było to zakazane do czasu osiągnięcia magicznej pełnoletniości – 17 lat.
Próba wyrzucenia Pottera ze szkoły nie powiodła się, ponieważ Harry miał świadka tego zdarzenia, charłaczkę Arabellę Figg – osobę widzącą postacie magiczne, ale pozbawioną magicznych zdolności. Harry udał się na 5. rok nauki w Hogwarcie, gdzie stanowisko nauczyciela obrony przed czarną magią – w wyniku nacisku Ministerstwa Magii – otrzymała Dolores Jane Umbridge. Stała się ona okiem i uchem ministra magii Korneliusza Knota, który starał się zwalczać teorie Harry'ego mówiące o powrocie Lorda Voldemorta do świata żywych.
W tym samym czasie Ten–Którego–Imienia–Nie–Wolno–Wymawiać podjął potajemne wysiłki, by odkryć treść przepowiedni, jaką niegdyś wygłosiła Sybilla Trelawney, obecnie jedna z nauczycielek wróżbiarstwa w Hogwarcie. Przechowywano jej zapis w Departamencie Tajemnic, w Ministerstwie Magii, a zdobyć mógł ją tylko ten, kogo ona dotyczyła.

## Ważniejsze nowe postacie
- Luna Lovegood,
- Dolores Jane Umbridge
- Nimfadora Tonks
- Alastor „Szalonooki” Moody
- Bellatrix Lestrange
- Narcyza Malfoy
- Stworek.

## Rozdziały
1. Demencja Dudleya (Dudley Demented)
2. Chmara sów (A Peck of Owls)
3. Straż przednia (The Advance Guard)
4. Grimmauld Place 12 (Number Twelve Grimmauld Place)
5. Zakon Feniksa (The Order of the Phoenix)
6. Szlachetny i starożytny ród Blacków (The Noble and Most Ancient House of Black)
7. Ministerstwo Magii (The Ministry of Magic)
8. Przesłuchanie (The Hearing)
9. Zmartwienia pani Weasley (The Woes of Mrs. Weasley)
10. Luna Lovegood (Luna Lovegood)
11. Nowa piosenka Tiary Przydziału (The Sorting Hat's New Song)
12. Profesor Umbridge (Professor Umbridge)
13. Szlaban u Dolores (Detention With Dolores)
14. Percy i Łapa (Percy and Padfoot)
15. Wielki Inkwizytor Hogwartu (The Hogwarts High Inquisitor)
16. W gospodzie Pod Świńskim Łbem (In The Hog's Head)
17. Dekret Edukacyjny Numer Dwadzieścia Cztery (Educational Decree Number Twenty-Four)
18. Gwardia Dumbledore’a (Dumbledore's Army)
19. Lew i wąż (The Lion and the Serpent)
20. Opowieść Hagrida (Hagrid's Tale)
21. Oczami węża (The Eye of the Snake)
22. Szpital Świętego Munga (St. Mungo's Hospital for Magical Maladies and Injuries)
23. Boże Narodzenie na oddziale zamkniętym (Christmas on the Closed Ward)
24. Oklumencja (Occlumency)
25. Żuk osaczony (The Beetle at Bay)
26. Widziane i nieprzewidziane (Seen and Unforeseen)
27. Centaur i donosiciel (The Centaur and the Sneak)
28. Najgorsze wspomnienie Snape’a (Snape's Worst Memory)
29. Porady zawodowe (Careers Advice)
30. Graup (Grawp)
31. Sumy (O.W.L.S)
32. Z płomieni (Out of the Fire)
33. Walka i lot (Fight and Flight)
34. Departament Tajemnic (The Department of Mysteries)
35. Za zasłoną (Beyond the Veil)
36. Jedyny, którego zawsze się bał (The Only One He Ever Feared)
37. Utracona przepowiednia (The Lost Prophecy)
38. Początek drugiej wojny (The Second War Begins)